# Mîhailopil, Berezivka
Mîhailopil (în ucraineană Михайлопіль) este un sat în comuna Konopleane din raionul Berezivka, regiunea Odesa, Ucraina.

## Demografie
Componența lingvistică a localității Mîhailopil
     Ucraineană (97,05%)
     Rusă (2,95%)
Conform recensământului din 2001, majoritatea populației localității Mîhailopil era vorbitoare de ucraineană (97,05%), existând în minoritate și vorbitori de rusă (2,95%).